# Björn Hallström (född 1931)
Björn Henrik Hallström, född 10 augusti 1931 i Östersund, död i mars 2001 i Stockholm, var en svensk konsthistoriker, målare och  tecknare. 
Hallström, som var son till ingenjören Erik Martin Hallström och Anna Margareta Dahlén, studerade vid Konstindustriella dagskolan i Stockholm 1950–1951, vid Högre konstindustriella skolan 1951–1953, vid Kungliga Konsthögskolans målarskola 1953–1958, blev filosofie kandidat i slaviska språk och konsthistoria 1958 samt filosofie licentiat i konsthistoria 1959. Han var anställd på Nationalmuseum 1959–1961, Stockholms stadsmuseum 1961–1963, byrådirektör vid Kungliga Byggnadsstyrelsen 1963–1965 och föreståndare för Kungliga Konsthögskolans institution för materialkunskap med konservatorsutbildning från 1966. Han tilldelades professors namn 1973. Han innehade tekniska undersökningsuppdrag för Stockholmskriminalens bedrägerirotel samt andra myndigheter och organisationer samt bedrev social hjälpverksamhet i Sankt Petersburg från 1992.
Hallström bedrev konstnärlig verksamhet från 1950, medverkade i Nationalmuseums utställning Unga tecknare 1952 och 1953, då han tilldelades Maria Leander-Engströms resestipendium, och i utställningen Ung jämtländsk konst i Östersund. Hans konst består av teckningar och glasmosaik. Hallström är representerad med sju teckningar vid Nationalmuseum i Stockholm. Han författade publikationer rörande bland annat rysk stadsbyggnadskonst och arkitektur samt handböcker och artiklar i materialkunskap, konservering och om tekniska undersökningar. 
Hallström var 1953–1960 gift med Barbro Östlihn, 1960-1969 med Birgitta Tamm, och från 1969 med Dorrit Hallström.